# Vilija Matačiūnaitė
Vilija Matačiūnaitė (ur. 24 czerwca 1986 w Wilnie) – litewska wokalistka, reprezentantka Litwy podczas 59. Konkursu Piosenki Eurowizji w 2014 roku.

## Życiorys

### Początki kariery
Rozpoczęła karierę muzyczną w 2002 roku udziałem w programie telewizyjnym Fizz Superstar. Rok później, wraz z zespołem Sugarfree, zgłosiła się do krajowych eliminacji eurowizyjnych z utworem „Stay Away”. Zajęła piąte miejsce w półfinale, nie kwalifikując się do finału selekcji.
W 2004 roku wzięła udział w krajowym festiwalu Amber Star (lit. Gintarinė žvaigždė), na którym zajęła drugie miejsce z piosenką „Woman to Woman”. Rok później wystartowała w krajowych eliminacjach do 50. Konkursu Piosenki Eurowizji (Nacionalinė atranka į Euroviziją 2005) z utworem „Oh My God”, z którym zajęła siódme miejsce w finale selekcji. W tym samym roku zajęła drugie miejsce w pierwszej edycji programu Kelias į žvaigždes, transmitowanego przez lokalną telewizję LNK.

### 2006-2012:Mylėk

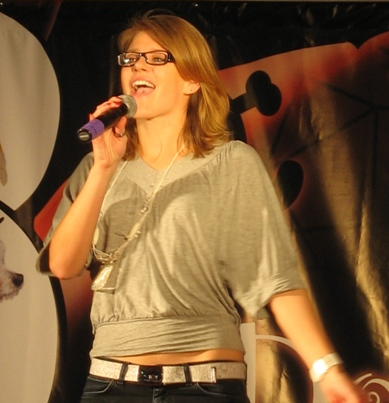
Matačiūnaitė podczas koncertu w 2009 roku

W 2006 roku została prowadzącą audycji radiowej Lietus. Wydała też debiutancki album studyjny, zatytułowany Mylėk, który otrzymał status platynowej płyty w kraju. Wygrała także dwa muzyczne programy telewizyjne: Nacionalinė lyga muzikos i Nacionalinė lyga muzikos - Kalėdinė taurė oraz zaśpiewała na festiwalu Crystal Gandras w Mołdawii, gdzie zajęła trzecie miejsce. Rok później wygrała program Nacionalinė lyga muzikos - jonažolės mūšis, a w 2008 roku wzięła udział w show Dainavimas su žvaigždėmis, w którym dotarła do finału w parze z aktorem Ramūnasem Rudokasem. W 2009 roku zagrała główną rolę w rockowej operze Resurrected, a rok później wcieliła się w rolę Miglė w serialu Mano mylimas priešas. 
W 2010 roku wystąpiła w programie Kviečiu Šokti, krajowym odpowiedniku formatu Dancing with the Stars. Taniec z gwiazdami, zajmując w nim trzecie miejsce w parze z Arturasem Bajorasem. W tym samym roku zaśpiewała dwie piosenki („Sudie” i „I Say A Little Prayer” z repertuaru Arethy Franklin) na międzynarodowym festiwalu Jūros dainos organizowanym na Ukrainie, gdzie zajęła ostatecznie trzecie miejsce. W 2011 roku ukończyła studia na wydziale wokalu jazzowego, rok później wygrała konkurs muzyczny Melange Factor.

### Od 2013: Konkurs Piosenki Eurowizji,Attention!
W 2013 wzięła udział w konkursie Auksinis balsas, w którym zajęła pierwsze miejsce. Po udziale na festiwalu została prowadzącą programu telewizyjnego Romeo i Julia. W marcu 2014 roku wygrała krajowe eliminacje eurowizyjne, zostając reprezentantką Litwy podczas 59. Konkursu Piosenki Eurowizji z utworem „Attention”. Wokalistka wystąpiła 8 maja podczas drugiego półfinału imprezy z siódmym numerem startowym i nie zakwalifikowała się do finału, zajmując 11. miejsce w końcowej klasyfikacji. W tym samym roku ukazał się drugi album studyjny artystki pt. Attention!.
28 grudnia 2016 roku ogłoszono, że weźmie udział z utworem "I See the Lights" w eliminacjach do 63. Konkursu Piosenki Eurowizji. 21 stycznia 2017 roku wystąpiła w trzecim ćwierćfinale selekcji i zajęła w nim dziesiąte miejsce. W 2024 roku bez powodzenia wzięła udział w litewskich preselekcjach na Eurowizję, zajmując ostatnie miejsce w jednym z półfinałów eliminacji.

## Dyskografia

### Albumy studyjne
- Mylėk (2006)
- Attention! (2014)